# Lasson (Yonne)
Lasson é uma comuna francesa na região administrativa de Borgonha-Franco-Condado, no departamento de Yonne. Estende-se por uma área de 7,07 km². Em 2010 a comuna tinha 145 habitantes (densidade: 20,5 hab./km²).